# Доктрина Естради
Доктрина Естради — доктрина зовнішньої політики Мексики від 1930 року до початку 2000-х років. Назва походить від імені секретаря закордонних справ Хенаро Естради під час президентства Паскуаля Ортіса Рубіо (1930—1932). Доктрина стверджує, що іноземні уряди не повинні судити, позитивно або негативно, про уряди або зміни в уряді інших держав, оскільки така дія означатиме порушення державного суверенітету. Стверджується, що така політика ґрунтується на принципах невтручання, мирного вирішення спорів та самовизначення всіх націй. Набула широкого розповсюдження та отримала договірно-правове закріплення на противагу доктрині Тобара, яка вимагала невизнання нових урядів після перевороту або революції, поки вони не будуть «визнані» населенням своєї країни в конституційний спосіб.